# Martin (parroquia de Red River, Luisiana)
Martin es una villa ubicada en la parroquia de Red River en el estado estadounidense de Luisiana. En el Censo de 2010 tenía una población de 594 habitantes y una densidad poblacional de 19,79 personas por km².

## Geografía
Martin se encuentra ubicada en las coordenadas 32°6′00″N 93°13′9″O / 32.10000, -93.21917. Según la Oficina del Censo de los Estados Unidos, Martin tiene una superficie total de 30.02 km², de la cual 29.91 km² corresponden a tierra firme y (0.34%) 0.1 km² es agua.

## Demografía
Según el censo de 2010, había 594 personas residiendo en Martin. La densidad de población era de 19,79 hab./km². De los 594 habitantes, Martin estaba compuesto por el 95.96% blancos, el 1.85% eran afroamericanos, el 0.67% eran amerindios, el 0% eran asiáticos, el 0% eran isleños del Pacífico, el 0.84% eran de otras razas y el 0.67% pertenecían a dos o más razas. Del total de la población el 1.01% eran hispanos o latinos de cualquier raza.